# Dalton Wells Dinosaur Quarry
Dalton Wells Dinosaur Quarry is een uitzonderlijk rijk bone bed nabij Moab (Grand County) in het oosten van centraal Utah, Verenigde Staten. De groeve ligt in de basis van de Yellow Cat Member in de Cedar Mountain Formation ten westen van Arches National Park. Recente radiometrische datering van de Yellow Cat Member geeft een ouderdom van 126 ± 2,5 miljoen jaar (etage Barremien, Onder-Krijt). Dalton Wells Dinosaur Quarry bevat niet alleen een groot aantal beenderen van Dinosauria, maar toont ook een grote biodiversiteit. De paleofauna van de nabijgelegen (Robert) Gaston Quarry, ten noordoosten van Arches National Park, vertoont overeenkomsten met die van de Dalton Wells Dinosaur Quarry, maar is minder divers. Gaston Quarry ligt stratigrafisch lager in de Yellow Cat Member.

## Opgravingsgeschiedenis

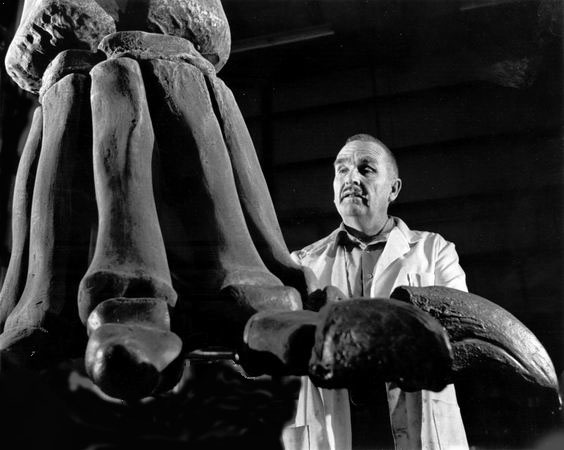
James Alvin Jensen ('Dinosaur Jim') naast de voet van Supersaurus vivianae te Brigham Young University. Jensen leidde opgravingen in de Dalton Wells Dinosaur Quarry.

De groeve was waarschijnlijk al in de jaren dertig van de twintigste eeuw bekend bij fossielenverzamelaars. Begin jaren zestig toonde de beroemde fossielenverzamelaar Lin Ottinger de beenderhoudende laag aan James Alvin Jensen ('Dinosaur Jim', 1918–1998), een Amerikaans preparateur verbonden aan de Brigham Young University (Brigham Young-universiteit). Maar het wetenschappelijke belang van de site werd pas beseft toen Ottinger een onvolledig kaakbeen met twee tanden van een Iguanodontide vond. In 1979 benoemden Galton en Jensen de kaak tot het typespecimen van Iguanodon ottingeri, genoemd dus naar zijn ontdekker. Ottinger schonk het kaakbeen aan de Brigham Young University.
Vanaf de jaren zeventig werden tijdens meer dan elf veldseizoenen door ploegen van de Brigham Young University Earth Sciences Museum (met onder meer Dee Hall, Brooks Britt en Ken Stadtman) en van het Museum of Western Colorado meer dan 4200 beenderen van Dinosauria uit de groeve verwijderd, en meerdere duizenden beenderen moeten nog opgegraven worden. In 2014 was slechts 215 m² opgegraven en men schat dat het bone bed meer dan 4000 m² beslaat.

## Geologie

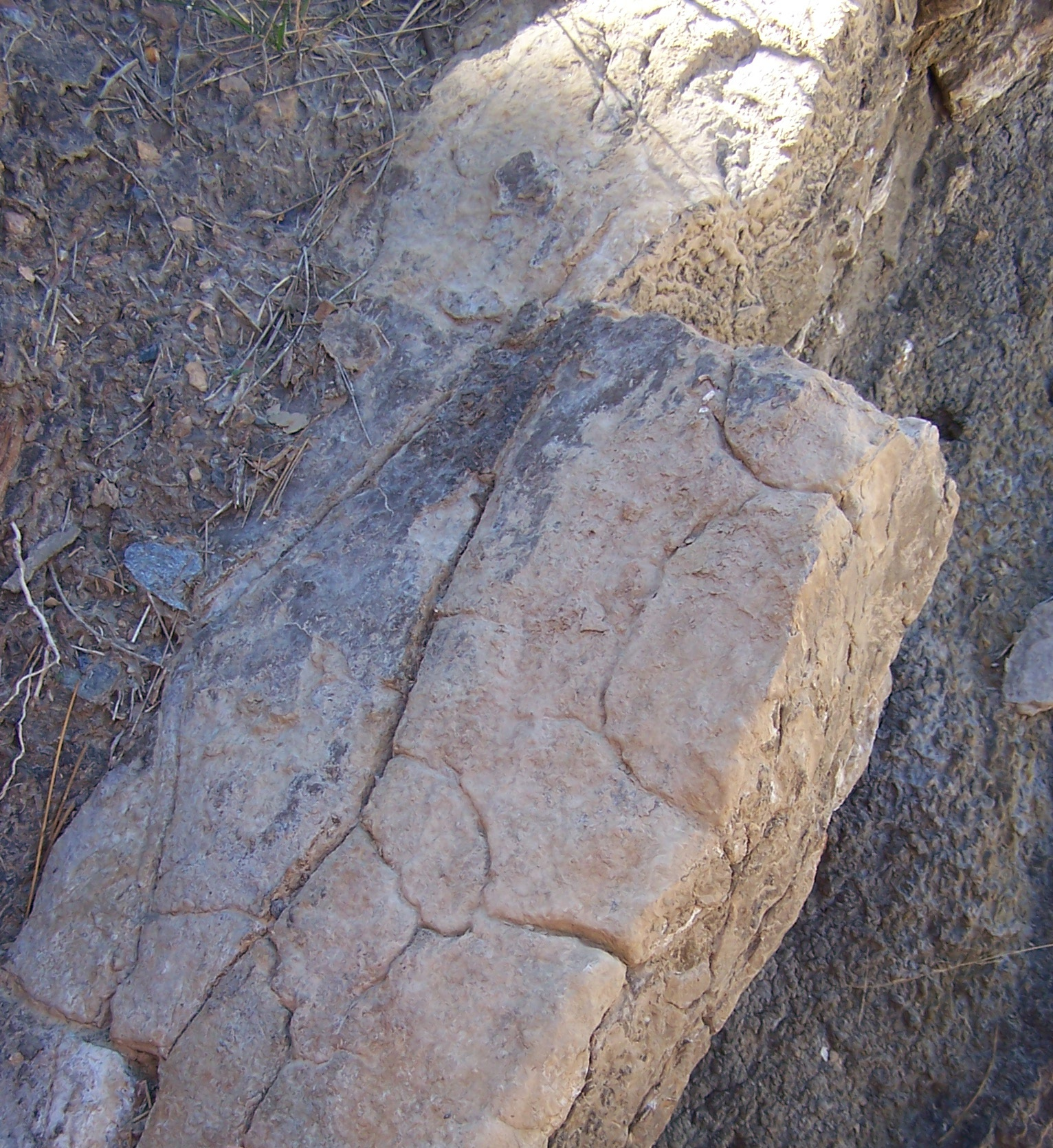
Fossiele krimpscheuren

De Yellow Cat Member ontleent haar naam aan de Yellow Cat Mine (ten noorden van Arches National Park) omdat zij op verschillende plaatsen in de buurt van deze mijn ontsloten is. Zij maakt deel uit van de Cedar Mountain Formation welke contact maakt met de onderliggende Morrisonformatie uit het Boven-Jura. De Yellow Cat Member-sedimenten bestaan grotendeels uit gelithificeerde modder en klei (Engels: mudstone), met tussenlagen van zandsteen en kalksteen. Deze versteende modder en klei is lichtpaars aan de basis van de afzetting en lichtgroen naar de top. De basis van de Yellow Cat Member bevindt zich ter hoogte van een concentratie vuursteenkeien aan de basis van het Dalton Wells Quarry bone bed.
Volgens Eberth et al. (2005, 2006) is de Dalton Wells Dinosaur Quarry een twee meter dikke opeenstapeling van vier bone beds die door modderstromen gevormd werden. Deze modderstromen ontstonden door zware regenval (in mindere mate ook door aardbevingen en grondverzakkingen), en werden afgezet op een alluviale vlakte, waarvan de toen aanwezige meren regelmatig buiten hun oevers traden omdat zij door sediment verzadigd raakten. Deze sedimenten kwamen op de alluviale vlakte terecht. Er heerste een warm tot heet en afwisselend vochtig en droog klimaat, een semi-aride moessonklimaat, gelijkaardig aan het klimaat van de onderliggende Morrison Formation. De Dinosauria werden geconserveerd in een breccia dat uit siltsteen en uit zandsteen bestaat, en uit kleine fragmenten modder of klei die door lithificatie in vast sediment veranderden. De zandsteen is secundair afkomstig van de onderliggende Morrison Formation. Op de beenderlaag ligt alluviaal zandsteen dat overdekt wordt door kalkige, fijnkorrelige versteende klei of modder met krimpscheuren en voetafdrukken van Sauropoda en Ornithopoda. Deze voetsporen werden op het strand van een klein meer achtergelaten.

## Paleontologie
De ouderdom van de Dalton Wells Quarry-thanotocoenose is Barremien en de bepaling ervan werd gebaseerd op de overeenkomsten met de Dinosauria-fauna van het Barremien van het eiland Wight in het zuiden van Engeland. Deze ouderdom wordt door gegevens die verkregen werden door onderzoek naar Charofyten (groene algen van de soort Nodosoclavator bradleyi) en palynomorfen (sporen) bevestigd. Charofyten en palynomorfen worden algemeen gebruikt voor de datering van sedimenten. De Dalton Wells Dinosaur Quarry heeft met negen geïdentificeerde taxa Dinosauria de grootste biodiversiteit van de gewervelde landfauna's uit het Onder-Krijt van Noord-Amerika en levert daardoor belangrijke paleo-ecologische en paleobiologische informatie. De paleofauna wordt gedomineerd door Sauropoda (meer dan 80% van de thanatocoenose).
De groeve heeft ook een zeer grote rol gespeeld in het globale paleontologische onderzoek van de Cedar Mountain Formation. Waarschijnlijk was het de eerste paleontologische vindplaats die in de Cedar Mountain Formation ontdekt werd, en zeker de eerste in de Yellow Cat Member. Mogelijk is de groeve de grootste bekende paleosite uit het Onder-Krijt van Noord-Amerika, en zeker van de Yellow Cat Member.
Conclusies over de paleohabitat van de Dalton Wells Quarry-thanatocoenose kunnen onder meer gebaseerd worden op de aard van de ornamentatie van de in het bone bed aangetroffen Ostracoda (Candona en Mongolianella) en de ecologische tolerantie van bestaande Ostracoda. Candona en Mongolianella zijn Ostradoca die typisch zijn voor meersystemen. Monsters van het moedergesteente van de bone beds en van de gelithificeerde modder en klei erboven (Engels: mudstone) bevatten slechts fragmentarische resten van palynomorfen en van pollen. Dit wijst op ofwel oxidatie, ofwel op hoge pH-waarden. Dit laatste is waarschijnlijk de reden waarom resten van planten bijna afwezig zijn. Alle ongewervelden die van de groeve bekend zijn, zijn secundaire mariene fossielen uit het Paleozoïcum.

## Tafonomie
Meer dan 4200 beenderen, die van minstens 67 dieren afkomstig zijn, werden uit de groeve verwijderd. Beenderen worden dikwijls in clusters aangetroffen. Beenderen in anatomisch verband zijn zeldzaam, maar er werd onder meer een schedel van een Sauropode ontdekt met drie geassocieerde halswervels. Het oriëntatiepatroon en de groepering van de beenderen, het ontogenetisch beeld van het bone bed, de sporen op het beenoppervlak en tafonomische en geologische gegevens kunnen erop wijzen dat de bone beds in een periode van meerdere jaren afgezet werden, en het gevolg waren van repetitieve, seizoensgebonden massale sterfte, waarbij vooral jongvolwassen en jonge dieren omkwamen. Het is niet helemaal duidelijk onder welke specifieke omstandigheden de Dinosauria omkwamen, maar de stratigrafische afwisseling van seizoensgebonden vochtige en droge facies in de Yellow Cat Member suggereert dat massale sterfte door droogte algemeen voorkwam. Karkassen in verschillende stadia van ontbinding accumuleerden vlak bij een ondiep meer in een periode van meerdere jaren. Afgeworpen tanden wijzen erop dat Theropoda, in dit geval Utahraptor, zich tegoed deden aan deze karkassen, alhoewel sporen van tanden op het oppervlak van de beenderen zeldzaam zijn.
Gebroken beenderen wijzen op vertrappelen ("dinoturbatie") door grote Dinosauria (Sauropoda en Iguanodontidae), en licht gepolijste en in een verticaal vlak verplaatste beenderen wijzen op episodes van vertrappelen in zachte modder. Beenderen die in de vochtige modder begraven werden rotten weg, terwijl beenderen die niet begraven werden verweerden. Kleine, platte en blokvormige beenderen werden door stromend water van de rest gescheiden. Daarna werden de overblijvende beenderen door minstens drie opeenvolgende en omvangrijke modderstromen meegesleurd en na een kort transport van enkele tientallen tot enkele honderden meters afgezet in een ondiep meer, voornamelijk ledematen en wervels, maar ook nieuwe karkassen. De stroomsnelheid van de modderstromen was zo hoog dat zelfs grote wervels van Sauropoda gebroken werden. In tegenstelling tot de theorie dat de bone beds over meerdere jaren gevormd werden, tonen de fossilisatie-omstandigheden volgens sommige onderzoekers aan dat de modderstromen accumuleerden in een korte periode (zelfs slechts enkele dagen tot één seizoen). In situ breuken wijzen erop dat sommige beenderen weer vertrappeld werden op de plaats waar zij uiteindelijk werden afgezet. Vele beenderen vertonen groeven die met sediment gevuld zijn. Dit zijn vraatsporen van beenderetende kevers die graafgangen op de beenderen en in het sediment achterlieten. 77% van de beenderen bestaat uit fijne tot grote, gebroken fragmenten en 19% uit gekraste beenderen. Slechts 4% van de bone beds bestaat uit volledige beenderen, en vele zijn verweerd (19%) of zelfs bijna volledig vergaan (32%).

## Andere bone beds, gelijkaardige omstandigheden
Perioden van extreme droogte met massale sterfte kwamen niet alleen voor in het gebied van de Dalton Wells Dinosaur Quarry. Ongeveer gelijkaardige omstandigheden kan men afleiden uit bijvoorbeeld de Dry Mesa Dinosaur Quarry (Morrison-formatie, Colorado, V.S.), de Howe Dinosaur Quarry (Morrisonformatie, Wyoming, V.S.), de Cleveland Lloyd Dinosaur Quarry (Morrisonformatie, Utah, V.S.) en de Tendaguru-formatie (Boven-Jura, Tanzania, Afrika). Maar de Cleveland Lloyd Dinosaur Quarry is in eerste instantie een predator trap met een groot aantal roofdieren (Allosaurus) dat vast kwam te zitten in de kleverige modder van opdrogende drinkplaatsen waar hun prooien, vooral Sauropoda, ook in vastgelopen waren. En de beenderen in de bone beds van de Tendaguru-formatie zouden niet enkel afkomstig zijn van dieren die omkwamen door extreme droogte (uitdroging, verhongering), en alweer vooral Sauropoda, maar ook door normale sterfte zoals predatie, ziekte en ouderdom.

## Thanatocoenose
Onderstaande Dinosauria werden in de bone beds van de Dalton Wells Dinosaur Quarry aangetroffen. Sommige genera, zoals Utahraptor en vooral Gastonia, komen ook voor in de Gaston Quarry:
Superorde Dinosauria Owen,1842
Orde Saurischia Seeley, 1888
Klade Eusaurischia Padian et al., 1999
Suborde Sauropodomorpha Huene, 1932
Klade Sauropoda Marsh, 1878
Klade Macronaria Wilson & Sereno, 1998
- Niet-geïdentificeerde basale macronariide (resten van vijftien dieren)

Klade Camarasauromorpha Salgado, Coria et Calvo, 1997a
Familie Camarasauridae Cope, 1877
Onderfamilie Camarasaurinae Cope, 1878
- Niet-geïdentificeerde camarasaurine (resten van twee dieren)

Klade Titanosauriformes Sereno, 2005
Familie Brachiosauridae Riggs, 1904
- Cedarosaurus weiskopfae Tidwell et al., 1999:

Deze brachiosauride werd in 1996 in versteende modder ("mudstone") ontdekt door Billy Kinneer, een vrijwilliger van het Denver Museum of Nature and Science. Het skelet werd door een veldploeg van 21 mensen gedurende een periode van twee jaar opgegraven. Er is slechts één specimen bekend. Het lag deels in anatomisch verband en de meeste beenderen waren bewaard gebleven, behalve de schedel, de nekwervels en het sacrum. Het skelet lag uitgestrekt op de buik met uiteenwijkende schouderbladen, en daarop lagen de rugwervels in anatomisch verband op hun rechterzijde. Ook vele voorste staartwervels werden in anatomisch verband aangetroffen. De rechtse ledematen zijn bijna volledig, op de fibula en verschillende hand- en voetbeenderen na. Dit specimen was een volwassen dier, wat blijkt uit onder meer de samenvoeging van het schouderblad met het ravenbekuitsteeksel. Vele beenderen zijn sterk verweerd. Van de linkerkant van het skelet bleef alleen het proximale deel van het dijbeen bewaard, de rest verdween door erosie. Beenfragmenten op de beschadigde oppervlakken tonen aan dat het skelet eerst gedeeltelijk door sediment van een nabije waterloop overdekt werd. Delen van het skelet die nog niet door sediment overdekt waren, verweerden en werden vertrappeld, waardoor de linkerkant van de meeste wervels, de distale uiteinden van beide schouderbladen en de volledige laterale zijde van het rechterdijbeen vernietigd werden. Wat later werd het geërodeerde deel van het skelet door sediment overdekt. In 2001 publiceerden Carpenter , Sanders en Manley een studie over 115 gastrolieten die in het gebied van de buik van Cedarosaurus aangetroffen werden. De stenen werden als maagstenen geïdentificeerd omdat ze in de vorm van een compacte stapel gevonden werden, wat betekent dat zij afgezet werden toen het karkas nog weke delen had. De hoge polijstingsgraad is dezelfde als die van gastrolieten van andere soorten Dinosauria. In totaal wegen de gastrolieten zeven kilogram. Cedarosaurus vertegenwoordigt een relatief klein geslacht van de Brachiosauridae. Het holotype DMNH 39045 bevindt zich in het Denver Museum of Nature and Science. Cedarosaurus vertoont overeenkomsten met Eucamerotus foxi (Titanosauriformes incertae sedis) van de Wessex Formation (Zuid-Engeland) en met Brachiosaurus altithorax Riggs, 1903 van de Morrison Formation (Colorado, V.S.).
- Venenosaurus dicrocei Tidwell et al., 2001:

Venenosaurus werd in 1998 ontdekt door Tony DiCroce, een vrijwilliger verbonden aan het Denver Museum of Nature and Science. De soort Venenosaurus dicrocei werd in 2001 door Tidwell, Carpenter en Meyer beschreven. Het is een relatief kleine Brachiosauride die circa tien meter lang werd en tot acht ton woog. Men vond twee onvolledige skeletten van een volwassen en van een jong dier, bestaande uit staartwervels, linkerschouderblad, rechterspaakbeen, linkerellepijp, middenhandsbeentjes, kootjes van de hand, rechterschaambeen, linker- en rechterzitbeen, middenvoetsbeenderen, chevrons (een serie langwerpige, horizontaal geplaatste beenderen aan de onderkant van de staartwervels) en ribben. Het holotype DMNH 40932 bevindt zich in het Denver Museum of Nature and Science. Venenosaurus vertoont in de suborde Sauropoda de meeste gelijkenis met tijd- en habitatgenoot Cedarosaurus. Het voorkomen van een volwassen en van een jonge sauropode in één en hetzelfde bone bed geeft de mogelijkheid om ontogenetische variatie te bestuderen, waarvan wat betreft Sauropoda weinig bekend is en waardoor specimina foutief geïdentificeerd kunnen worden. Bij zowel het volwassen als bij het jonge dier bleven onder meer meerdere staartwervels, de linkerellepijp en vier middenhandsbeenderen bewaard. De overeenkomst in algemene morfologie tussen beide dieren wijst erop dat zij tot dezelfde soort behoren (verschillende overeenkomsten in de ellepijp en in de middenhandsbeenderen), terwijl kleine verschillen tussen het volwassen en het jonge dier mogelijke ontogetische kenmerken benadrukken. Zo wordt het grotere dier als volwassen beschouwd, alhoewel het waarschijnlijk niet oud was. Tegenover dit grotere dier vertoont het jonge dier aanzienlijke morfologische verschillen die als ouderdomsgerelateerde kenmerken beschouwd worden.
Klade Somphospondyli Wilson & Sereno, 1998
Klade Titanosauria Lydekker, 1877
Familie Titanosauridae Lydekker, 1895
- Niet-geïdentificeerde titanosauride (Britt et al., 1997; Britt & Stadtman, 1997) (resten van 21 dieren):

Deze vertegenwoordigt een van de vroegste optredens van de Titanosauridae en in het westelijk halfrond is deze het vroegste lid van zijn taxon in het Onder-Krijt. De toewijzing aan Titanosauridae gebeurde op basis van procoele staartwervels die vooraan sterk concaaf en achteraan sterk convex zijn, op basis van terugwijkende doornuitsteeksels van de ruggenwervels, en op basis van ellepijpen met korte, maar robuuste uitsteeksels van het olecranon. Het olecranon is het deel van de ellepijp dat het dichtst bij de schouder ligt. Ook dunne, stiftvormige tanden die in de bone beds voorkomen, werden aan Titanosauridae toegewezen. In 2017 werd dit materiaal grotendeels toegewezen aan Moabosaurus waarvan het toen echter onwaarschijnlijk geacht werd dat het een titanosauride vertegenwoordigde. Het zou een basaal lid van de Somphospondyli kunnen zijn.
Suborde Theropoda Marsh, 1881
Klade Tetanurae Gauthier, 1986
Klade Orionides Carrano, Benson et Sampson, 2012
Klade Avetheropoda Paul, 1988
Klade Coelurosauria von Heune, 1914
Familie Coeluridae ? Marsh, 1881
- Nedcolbertia justinhofmanni Kirkland et al., 1998:

Nedcolbertia was een kleine, snelle, vleesetende dinosauriër. Hij was tweevoetig en werd ongeveer drie meter lang. Het geslacht werd genoemd naar de beroemde Amerikaanse paleontoloog Edwin Harris "Ned" Colbert (28/9/1905–15/11/2001) die veel onderzoek deed naar kleine Theropoda. De soortaanduiding werd genoemd naar Justin Hofmann, een zesjarige schooljongen uit Newton, New Jersey, en deelnemer aan een wedstrijd waarbij een dinosauriër naar de winnaar van de wedstrijd zou genoemd worden. Van Nedcolbertia werden op ongeveer vijftig meter van elkaar drie onvolledige skeletten zonder schedel gevonden in een lichtkleurige, groen-paarse kleisteen aan de basis van de Cedar Mountain Formation. In associatie met de beenderen van Nedcolbertia werden tandplaten van een longvis, de tanden van krokodillen en fragmenten van schildpadpantsers gevonden, wat erop wijst dat zij in een aquatische omgeving afgezet en geconserveerd werden. Het voorkomen van vele schubben die ingesloten zijn in spiraalvormige coprolieten en het voorkomen van een fragmentarische vinstekel van de haai Hybodus, wijzen er verder op dat de beenderen in een zoet waterhabitat afgezet werden.
In 1993 werden in de buurt van Cisco de eerste beenderen ontdekt door Christopher Whittle. De drie skeletten werden in 1995 bestudeerd door Kirkland, Britt, Madsen en Burge. In 1996 werd aangekondigd dat de soort Nedcolbertia whittlei zou genoemd worden, maar in 1998 werd deze officieel als Nedcolbertia justinhofmanni beschreven door Kirkland, Britt, Whittle, Madsen en Burge. Een van de drie gevonden skeletten, onvolledig, zonder schedel en afkomstig van een jong dier van ongeveer 1,5 meter lengte, geldt als het holotype (CEUM 5071) van de soort. Het bestaat uit het grootste gedeelte van beide achterpoten, delen van de zitbeenderen, een schaambeen, de achterste sacrale wervel, de voorste elf ruggenwervels, en een opperarmbeen. Het paratype van de soort wordt gevormd door de twee andere specimina (CEUM 5072 en CEUM 5073), beide fragmentarische skeletten zonder schedel, afkomstig van grotere dieren met een lengte van ongeveer drie meter. Maar gezien de onvolledige vergroeiing van hun wervels waren ook deze twee grotere dieren nog niet volwassen. Van alle drie de skeletten werden ongeveer dezelfde beenderen bewaard, wat op dezelfde doodsoorzaak wijst en op dezelfde manier van opname in het sediment. Geen enkel skelet lag in anatomisch verband en alle beenderen zijn heel verweerd omdat ze voor hun ontdekking blootgesteld waren aan de elementen. Waarschijnlijk kwamen de dieren om omdat hun ledematen en het achterste deel van hun lichaam vast kwamen te zitten in de modder van een uitdrogende drinkplaats op een semi-aride overstromingsvlakte of riviervlakte. De skeletten verloren tijdens de ontbinding in situ langzaam hun anatomisch verband en na de ontbinding lagen de beenderen onbeschermd door sediment op het oppervlak. De omringende modder kreeg krimpscheuren die door de wind met zand gevuld werden. Daarna werden de beenderen volledig door sedimenten bedekt. Het is onduidelijk of de beenderen van het jonge dier braken door bioturbatie of door de krimpscheuren. Nedcolbertia justinhofmanni leefde in een gebied met afwisselend vochtige en extreem droge perioden, zoals in een moessonklimaat. De beenderen vertonen sporen van de activiteiten van aaseters.
Nedcolbertia justinhofmanni wordt bewaard in het College of Eastern Utah Prehistoric Museum. Door de slechte staat van de fragmentarische skeletten kon niet veel achterhaald worden over de specifieke eigenschappen van de soort. Gauthier, 1986, Holtz, 1994a, Sereno, 1997 en Hutchinson & Padian, 1997b, wijzen Nedcolbertia toe aan de klade Tetanurae door onder meer het verbrede uiteinde van het schaambeen en door het gereduceerde kuitbeen. En bepaalde eigenschappen van het ischium en van het sprongbeen (astragalus) rechtvaardigen de plaatsing van Nedcolbertia in de klade Coelurosauria. Nedcolbertia is wellicht nauw verwant aan Ornitholestes (Tyrannoraptora, Ornitholestidae, Ornitholestinae) uit het Boven-Jura van de Morrison Formation (Bone Cabin Quarry bij Medicine Bow, Wyoming, V.S.).
Klade Tyrannoraptora Sereno, 1999
Klade Maniraptoriformes Holtz, 1995
Klade Ornithomimosauria Barsbold, 1976
Superfamilie Ornithomimoidea Marsh, 1890
Familie Ornithomimidae Marsh, 1890
- Niet-geïdentificeerde ornithomimide

Klade Maniraptora Gauthier, 1986
Klade Pennaraptora Foth et al., 2014
Klade Paraves Sereno, 1997
Klade Eumaniraptora Padian, Hutchinson & Holtz
Familie Dromaeosauridae Matthew & Brown, 1922
Klade Eudromaeosauria Longrich & Currie, 2009
Onderfamilie Dromaeosaurinae Matthew & Brown, 1922
- Utahraptor ostrommaysorum Kirkland, Gaston & Burge, 1993:

Een Utahraptor

De soortaanduiding ostrommaysorum werd opgedragen aan de Amerikaanse paleontoloog John Ostrom van Yale University voor zijn pionierende research waarin Theropoda (Dromaeosauridae ; Deinonychus) in verband gebracht werden met de afstamming van de vogels, en aan Chris Mays, voorzitter van Dinamation International. De eerste fossielen van Utahraptor werden in de zomer van 1975 door James Alvin Jensen in de Dalton Wells Dinosaur Quarry gevonden, maar het belang ervan werd toen niet beseft. De honderden beenderen, die van een groot aantal dieren afkomstig zijn, zijn over het algemeen goed bewaard, hoewel zij aan watertransport onderhevig zijn geweest. Later vond James Kirkland, een Amerikaans paleontoloog en geoloog, deze fossielen terug in de collecties van de Brigham Young University (Earth Science Museum, Provo, Utah) en bevestigde de identificatie van een nieuwe en gigantische soort Dromaeosauride. De resten bestaan uit beenderen van de achterpoten, staartbeenderen en handklauwen van meerdere dieren van verschillende grootte (verschillende leeftijden). Sommige beenderen zijn afkomstig van dieren die even groot waren (tot circa zeven meter lengte, een gewicht van circa vijfhonderd kilogram, en een heuphoogte tot 1.80 meter) als de dieren die in de Gaston Quarry gevonden werden. Deze groeve ligt op ongeveer veertig kilometer afstand van de Dalton Wells Dinosaur Quarry en werd geëxploreerd door het College of Eastern Utah Prehistoric Museum (Price, Utah). Gespecialiseerde aanpassingen die enkel in de staartbeenderen van Dromaeosauridae gevonden worden, bevestigen de fylogenetische positie van Utahraptor. Nadat in 1991 door Carl Limoni in de Gaston Quarry (Grand County, Utah) een grote voetklauw gevonden werd, groeven Robert Gaston, James Kirkland en Donald Burge datzelfde jaar nóg een Utahraptor in die groeve op. 
In 2004 vonden Kirkland en zijn veldteam nabij Moab in Utah (Stikes Quarry) een bone bed met minstens zes specimina Utahraptor in zandsteen dat eens drijfzand was. De fossielen werden niet ter plaatse opgegraven, maar in een blok van ongeveer negen ton uit het moedergesteente gehaald. In dit blok bevinden zich skeletten van een volwassen dier van bijna vijf meter lengte, vier skeletten van jonge dieren en één skelet van een zeer jong dier dat niet meer dan een meter lang was. Het team vond ook resten van een Iguanodontide die hun prooi kan zijn geweest en/of die samen met hen in het drijfzand omkwam. 
De fauna van Gaston Quarry vertoont gelijkenis met die van Dalton Wells Dinosaur Quarry, maar zij is iets jonger (Yellow Cat Member en Poison Strip Member) en minder divers. Het holotype van Utahraptor ostrommaysorum (CEUM 184v.86) wordt bewaard in het College of Eastern Utah Prehistoric Museum (Price, Utah) en komt uit de Gaston Quarry. Maar de grootste verzameling Utahraptor fossielen bevindt zich in de Brigham Young University en zijn de vondsten die door Jensen in 1975 gedaan werden. Met een lichaamslengte tot zeven meter, een gewicht tot een halve ton en de grote, gespecialiseerde klauw (tot circa vierentwintig centimeter lang bij de grootste dieren) aan de tweede teen was Utahraptor een formidabel roofdier dat mogelijk in groepen jaagde.
Orde Ornithischia Seeley, 1888
Klade Genasauria Sereno, 1986
Klade Neornithischia Cooper, 1985
Klade Cerapoda Sereno, 1986
Suborde Ornithopoda Marsh, 1881
Klade Iguanodontia Dollo, 1888
Klade Dryomorpha Sereno, 1986
Klade Ankylopollexia Sereno, 1986
Klade Styracosterna Sereno, 1986
Klade Hadrosauriformes Sereno, 1997
Familie Iguanodontidae Cope, 1869
- ?Iguanodon ottingeri Galton & Jensen, 1979:

Iguanodon ottingeri was de eerste beschreven Noord-Amerikaanse Iguanodonsoort en wordt vertegenwoordigd door een onvolledige bovenkaak met twee tanden van een jong dier (holotype BYU 2000) die nabij de basis van de Yellow Cat Member in de Dalton Wells Dinosaur Quarry gevonden werd. Dit holotype mist vele afgeleide, unieke kenmerken (autapomorfiën) van de Europese Iguanodontidae. Gebaseerd op de grootte van de onderkaak en op de afmetingen van de onderkaak van verwante soorten, schat men dat Iguanodon ottingeri acht meter lang werd. Omdat nu meer dan één soort basale Iguanodontiër bekend is van deze groeve, wordt Iguanodon ottingeri door de meeste paleontologen als een "nomen dubium" beschouwd. Maar de verschillende auteurs zijn het er niet over eens of er in de Yellow Cat Member één of twee soorten Iguanodontiërs voorkomen. Kirkland et al. (1997) hebben voorgesteld dat er twee soorten zouden zijn, een grote soort met een groot "zeil" op de rug en Iguanodon ottingeri. Maar Britt & Stadtman (1997) stellen dat de Iguanodontide met het rugzeil (zoals bij Ouranosaurus nigeriensis Taquet, 1976; Styracosterna, Hadrosauriformes) een volwassen Iguanodon ottingeri is. Nog andere onderzoekers beweren dan weer dat Iguanodon ottingerie in feite Hippodraco is (Ornithopoda, Styracosterna) en volgens Norman & Weishampel (1991) is Iguanodon ottingeri een nomen dubium, en is het wellicht Eolambia caroljonesa Kirkland, 1998 (Iguanodontia, Hadrosauroidea), ook bekend uit de Mussentuchit Member van de Cedar Mountain Formation (daar waarschijnlijk Cenomanien van ouderdom).
Suborde Ankylosauria Osborn, 1923
Familie Polacanthidae Wieland, 1911
- Gastonia burgei Kirkland, 1998:

In 1988 werden de eerste vondsten gedaan in de buurt van Arches National Park, maar deze werden niet herkend als behorend tot een nieuw geslacht. Op basis van honderden losse beenderen, vanaf 1989 opgegraven in de Dalton Wells Dinosaur Quarry en de Gaston Quarry, identificeerde en beschreef Kirkland in 1998 Gastonia burgei. De schedel van een volwassen dier is het holotype (CEUM 1307). De verzamelde beenderen behoorden in 1998 tot minstens vijf dieren. In 2004 waren vier schedels bekend, in 2014 waren dat er tien geworden. Gastonia is door het overvloedig materiaal de best gedocumenteerde basale ankylosauriër. Het geslacht werd genoemd naar Robert Gaston, haar ontdekker, en de soort werd genoemd naar Donald Burge, de stichter en directeur van het Utah State University Eastern Prehistoric Museum. Robert Gaston is een paleokunstenaar en produceert polyurethaan afgietsels van originele skeletten voor tentoonstellingen in musea, en ook replica’s van fossielen voor openbare en private verzamelingen. Gastonia is het dominante geslacht in de Gaston Quarry. De holotypes van zowel Gastonia als habitatgenoot Utahraptor vertegenwoordigen in de Gaston Quarry grotere volwassen specimina dan dezelfde soorten in de Dalton Wells Dinosaur Quarry. Gaston Quarry leverde minstens vijf dieren die vertegenwoordigd worden door vele wervels, schouderbladen, spaakbeenderen, ellepijpen, zitbeenderen, darmbeenderen, scheenbeenderen, dijbeenderen, talrijke vinger- en teenkootjes, vier onvolledig schedels, een volledige schedel en zeer veel delen van het lichaamspantser. Dalton Wells Dinosaur Quarry leverde minstens drie Gastonia. Gastonia was in de suborde Ankylosauria misschien wel het meest voorkomende genus en lijkt dominant te zijn in de Dinosauriërfauna van de Cedar Mountain Formation. Tot op heden leverde de Yellow Cat Member drie bone beds met duizenden beenderen, en er werden ook enkele solitaire vondsten gedaan. Carpenter rapporteerde een bone bed met minstens 22 dieren.
Gastonia had voor een Ankylosauriër een gemiddelde grootte. In 1998 schatte Kirkland de lichaamslengte op zes meter. In 2010 bepaalde Gregory S. Paul, een Amerikaans paleontoloog, de lengte op vijf meter en het lichaamsgewicht op 1.900 kilogram. Andere gewichtsschattingen variëren van 1.000 tot 1.500 kilogram. De hoogte over het hoogste punt van de rug bedraagt circa 1,10 meter. Gastonia heeft een aaneengesloten pantserschild over het sacrum en scherpe, ruw driehoekige stekels langs de zijkanten van het lichaam, en eveneens scherpe stekels boven op het lichaam. Ook de staart had laterale stekels over de ganse lengte en werd tijdens defensief gedrag krachtig heen en weer bewogen om predatoren af te weren. Het was van gemiddelde lengte en droeg, in tegenstelling tot andere Ankylosauria, geen knots op het uiteinde van de staart. De stekels worden gevormd in de huid en zijn vergelijkbaar met het lichaamspantser in de huid van een krokodil. Uit de overvloed aan losse beenderen in de bone beds is vrij moeilijk te achterhalen hoeveel stekels een bepaald dier had. Zelfs voor een Ankylosauriër had Gastonia een platte en heel brede romp, waardoor de buik heel prominent was tussen de korte, krachtige ledematen. De nek was relatief lang en de schedel vrij klein. Bestudering van de hersenholte wijst erop dat de Polacanthidae, waaronder Gastonia wel wordt ingedeeld, wellicht de meest intelligente Ankylosauria waren met dus de grootste bewustheid van hun omgeving. Vergeleken met de schedel zijn de tanden heel klein en dus enkel geschikt voor het verwerken van plantaardig materiaal. De bek is breed en afgerond voor het grazen van lage planten, zoals varens. De planten werden niet gekauwd, maar onmiddellijk doorgeslikt. Bacteriën in het uitgebreid darmsysteem zorgden voor de extractie van de noodzakelijke voedingsstoffen. Dat is de reden waarom Ankylosauria een dergelijk breed lichaam hadden. Gastonia was te zwaar om zich door een snelle vlucht voor predatoren in veiligheid te brengen, en moest het dus hebben van het gestekelde lichaamspantser en van de vervaarlijke, gestekelde staart om zich te verdedigen tegen grote roofdieren zoals Utahraptor. Zoals Gastonia werd Utahraptor zowel in de Dalton Wells Dinosaur Quarry als in de Gaston Quarry aangetroffen. Volgens Kirkland kwam Gastonia zo veel voor omdat het lichaamspantser een efficiënte verdediging vormde.

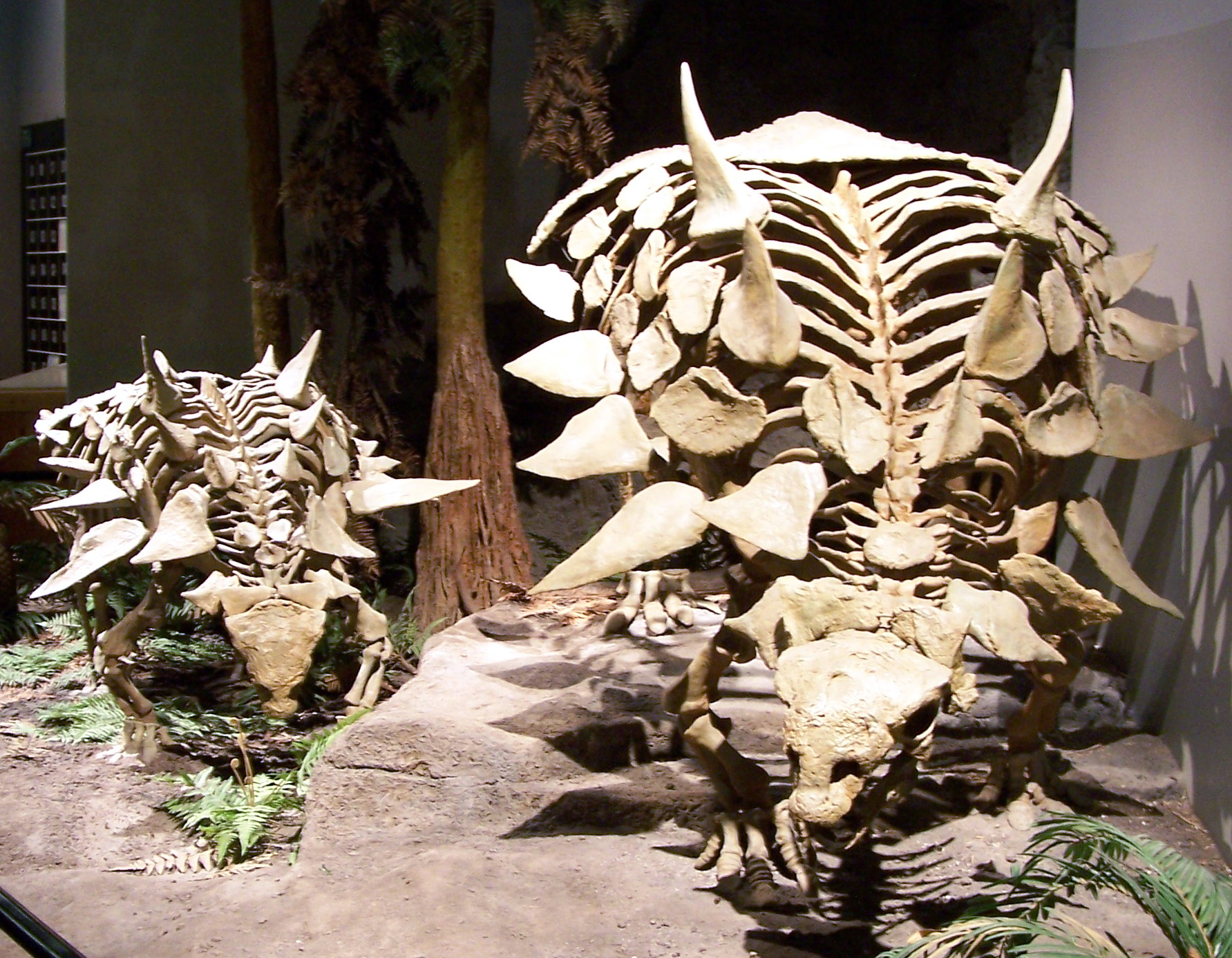
Opgestelde skeletten van Gastonia in het North American Museum of Ancient Life

Gastonia werd gevonden in sedimenten die afgezet werden op de overstromingsvlaktes van onderling met elkaar verbonden stromen. Langs deze stromen kwamen bossen voor die afgewisseld werden met open vlaktes. Het klimaat was heet en droog met een kort nat seizoen. Een bone bed met resten van dertig dieren kan erop wijzen dat Gastonia in kleine kudden migreerde op zoek naar voedsel. Zij zijn waarschijnlijk verdronken toen zij een rivier overstaken, en hun karkassen werden door de stroming op een bepaalde plaats verzameld. Ook van bijvoorbeeld Talarurus plicatospineus en van Struthiosaurus austriacus werden meerdere exemplaren bij elkaar gevonden. Sommige onderzoekers zijn van mening dat de zeer dikke, gewelfde schedel gebruikt werd als stootwapen tijdens intraspecifiek gedrag, zoals krachtmetingen tussen seksuele rivalen. De ogen zijn iets voorwaarts gericht, een kenmerk dat ook voorkomt bij Pachycephalosauria (Ornithischia, Cerapoda, Marginocephalia). Pachycephalosauriërs zijn Dinosauriërs met een dik schedeldak dat als een stormram gebruikt werd bij gevechten om wijfjes.
In 1998 werd in het Denver Museum of Nature and Science een skelet van Gastonia gereconstrueerd dat samengesteld is uit polyurethaan afgietsels van originele beenderen van verschillende dieren, afkomstig uit zowel de Dalton Wells Dinosaur Quarry als de Gaston Quarry. Voor de schedel werd het holotype gebruikt en voor het postcraniaal skelet de grootste beenderen van het paratype. Ofschoon overvloedig fossiel materaal beschikbaar was, waren vele beenderen vervormd en verpletterd en moesten dus gecorrigeerd worden. Van ontbrekende beenderen — maar bijna alle beenderen van het skelet waren in de bone beds vertegenwoordigd — werden ook polyurethaan afgietsels gemaakt, gebaseerd op dezelfde elementen van verwante soorten. Dankzij de studies van vooral Carpenter maar ook van Coombs en dankzij talrijke illustraties van Paul (1995) en Ford (1998), was het relatief eenvoudig het skelet te reconstrueren. Het lichaamspantser was moeilijker te reconstrueren. Leidraad voor de globale reconstructie waren de opgestelde skeletten van Euoplocephalus tutus (Royal Tyrrell Museum of Palaeontology) en van Talarurus plicatospineus (Paleontologisch Instituut van de Russische Academie van Wetenschappen), beide behorend tot de onderfamilie Ankylosaurinae. Het gereconstrueerde en opgestelde skelet heeft een lengte van 459 centimeter, een hoogte over de heup van 112 centimeter, en een hoogte over de schouders van 138 centimeter. Het werd opgesteld tezamen met het skelet van de verwante Gargoyleosaurus parkpinorum uit de Morrison Formation (familie Nodosauridae, onderfamilie Polacanthinae).
In 1998 plaatste Kirkland Gastonia in de familie Ankylosauridae, onderfamilie Polacanthinae, welke laatste als een basale groep beschouwd werd. Datzelfde jaar stelde hij drie unieke, afgeleide kenmerken vast voor de Ankylosauria als groep (autapomorfiën). Later werden Polacanthinae dikwijls als Nodosauridae beschouwd. Britt et al. plaatsten Gastonia in 2009 in de familie Polacanthidae. Een analyse in 2014 door Victoria Megan Arbour herstelde Gastonia als een niet-polacanthine basaal lid van de suborde Ankylosauria en sloot het als Nodosauride uit. Door zijn unieke mozaïek aan kenmerken verschaft Gastonia belangrijke informatie over de vroege evolutie van de Ankylosauridae, zoals de sterke gelijkenis van de oudste Ankylosauridae met Nodosauridae. Zoals Britt et al. in 2009 beschouwt Kirkland Gastonia als een genus van de familie Polacanthidae, een klade die nog basaler was dan de families Nodosauridae of Ankylosauridae. Tot de Polacanthidae behoren verder nog de genera uit het Onder-Krijt Hoplitosaurus, Hylaeosaurus en Polacanthus, en een genus uit het Boven-Jura Mymoorapelta.
In de Dalton Wells Dinosaur Quarry zijn eveneens niet-Dinosauroïde taxa door fragmentarische resten vertegenwoordigd : krokodillen (twee aquatische en mogelijk één klein terrestrisch geslacht), schildpadden, pterosauriërs (maar mogelijk zijn dit vogels), Toxolophosaurus (Sphenodontia), een lid van de Neochoristodera (een semi-aquatisch hagedisachtig reptiel, Choristodera, Champsosauridae), haaien (Hybodontida), longvissen en Semionotidae (straalvinnigen). Ongewervelden worden vertegenwoordigd door mosselkreeftjes.

## Voetnoten
1. ↑  Kirkland et al., 1997
2. ↑  Britt & Stadtman, 1996
3. ↑  Owen, 1842
4. ↑  Eberth et al., 2006
5. ↑  Eberth et al., 2005
6. ↑  Dodson et al., 1980, Wing et Sues, 1992
7. ↑  Kirkland et al., 1997, 1999, Martilland Naish, 2001, Kirkland, 2005
8. ↑  Kirkland et al., 1997, 1999, Eberth et al., 2005
9. ↑  Britt & Stadtman, 1997,
10. ↑  Britt et al., 1996, Britt & Stadtman, 1997
11. ↑  Britt & Stadtman, 1997, Eberth et al., 2006
12. 1 2  Britt et al., 2004, Greenhalgh et al., 2004
13. ↑  Britt et al., 2004, Greenhalgh et al., 2004, Nolte et al., 2004
14. ↑  Sanders & Carpenter, 1998
15. ↑  Hulke, 1871; Blows, 1995
16. ↑  Kirkland et al., 1998
17. ↑  Voorhies, 1969, Behrensmeyer, 1975, Hill, 1989
18. ↑  Gauthier, 1986; Holtz, 1994b, 1996, Hutchinson & Padian, 1997a
19. ↑  Kirkland et al., 1993
20. ↑  Galton & Jensen, 1979
21. ↑  Kirkland et al., 1997, Kirkland, 1998, Dicroce & Carpenter, 2001, Gilpin et al., 2006
22. ↑  Kirkland, 1998a
23. ↑  Kirkland, 1998
24. ↑  1982, 1984, 1990,
25. ↑  1978, 1979
26. ↑  Coombs & Maryánska, 1990